# Métacinéma
Le métacinéma est une forme scénaristique autoréférentielle qui dévoile ses propres mécanismes par des références explicites. Ce sont les films qui décrivent les mécanismes de fonctionnement du cinéma même. C'est ce cinéma qui, conscient de lui-même, de ses structures et de ses styles, de ses mécanismes de production et d'économie, de son histoire, décide de découvrir la supercherie, de révéler les trucages qui maintienne l'enchantement. Il pousse le spectateur à prendre à revers sa tendance à la suspension consentie de l'incrédulité dans le visionnage d'une œuvre. C'est l'équivalent cinématographique de la métafiction en littérature.
Beaucoup des plus grands cinéastes ont réfléchi sur leur travail, sur les beautés et les oublis du métier de réalisateur, parfois dans des déclarations et des interviews, parfois dans des essais explicatifs, et parfois à travers des textes de films (Jean-Luc Godard avec Passion et avec le scénario du film Passion, Federico Fellini avec Huit et demi, François Truffaut avec La Nuit américaine).